# Séveraisse
Die Séveraisse ist ein Gebirgsfluss in Frankreich, der im Département Hautes-Alpes in der Region Provence-Alpes-Côte d’Azur verläuft. Sie entspringt unter dem Namen Torrent de Chabournéou dem gleichnamigen Gletscher Glacier de Chabournéou im Nationalpark Écrins, im Gemeindegebiet von La Chapelle-en-Valgaudémar, entwässert generell in westlicher Richtung durch die Talschaft des Valgaudemar und mündet nach rund 33 Kilometern an der Gemeindegrenze von Saint-Firmin und Chauffayer als rechter Nebenfluss in den Drac.

## Orte am Fluss
- La Chapelle-en-Valgaudémar
- Villar-Loubière
- Saint-Maurice-en-Valgodemard
- Saint-Jacques-en-Valgodemard
- Saint-Firmin

## Sehenswürdigkeiten
Das Gebiet südlich des Flusses ist als Natura 2000-Schutzgebiet unter der Nummer FR93011506 registriert.